# Discographie de Wham!
La discographie du groupe britannique Wham! se compose de trois albums studio, cinq compilations et douze singles.
Wham! sort son premier disque en 1982 et son premier album l'année suivante, Fantastic, qui se classe notamment n°1 au Royaume-Uni. Le groupe acquiert une notoriété mondiale avec l'album suivant, Make It Big, dont les singles Wake Me Up Before You Go-Go, Freedom et Everything She Wants se classent à la première place des hit-parades. Les titres Last Christmas, I'm Your Man et The Edge of Heaven, extraits de leur dernier album, se classent également n°1 dans différents pays.
 
Le groupe se sépare en 1986, George Michael souhaitant poursuivre une carrière solo. 
En seulement quatre années d'activité, Wham! a vendu plus de 30 millions de disques dans le monde.

## Albums

### Albums studio
| Album                                            | Classements                                                            | Classements | Classements | Classements | Classements | Classements | Classements | Classements | Classements | Classements | Classements | Classements | Classements | Classements | Classements | Classements | Certifications                                      | Ventes mondiales |
| Album                                            | É-U                                                                    | CAN         | R-U | IRL | FRA | ESP | ITA | SUI | BE/W | BE/F | P-B | ALL | AUT | SUE | AUS | N-Z | Certifications                                      | Ventes mondiales |
| ------------------------------------------------ | ---------------------------------------------------------------------- | ----------- | --- | --- | --- | --- | --- | --- | --- | --- | --- | --- | --- | --- | --- | --- | --------------------------------------------------- | ---------------- |
| Fantastic - Label : Innervision, Columbia        | 83                                                                     | -           | 1 | N/D | N/D | N/D | - | 25 | N/D | N/D | 8 | 7 | - | 15 | 5 | 1 | : Or : 3x Platine                                   | 3 750 000        |
| Make It Big - Label : Columbia                   | 1                                                                      | 1           | 1 | N/D | 5 | N/D | 1 | 1 | N/D | N/D | 1 | 5 | 4 | 3 | 1 | 1 | : 6x Platine : 6x Platine : 4x Platine : 2x Or : Or | 14 000 000       |
| Music from the Edge of Heaven - Label : Columbia | 10                                                                     | 9           | Sorti uniquement aux États-Unis et au Canada. Dans le reste du monde, c'est la compilation The Final qui a été mise en vente. | Sorti uniquement aux États-Unis et au Canada. Dans le reste du monde, c'est la compilation The Final qui a été mise en vente. | Sorti uniquement aux États-Unis et au Canada. Dans le reste du monde, c'est la compilation The Final qui a été mise en vente. | Sorti uniquement aux États-Unis et au Canada. Dans le reste du monde, c'est la compilation The Final qui a été mise en vente. | Sorti uniquement aux États-Unis et au Canada. Dans le reste du monde, c'est la compilation The Final qui a été mise en vente. | Sorti uniquement aux États-Unis et au Canada. Dans le reste du monde, c'est la compilation The Final qui a été mise en vente. | Sorti uniquement aux États-Unis et au Canada. Dans le reste du monde, c'est la compilation The Final qui a été mise en vente. | Sorti uniquement aux États-Unis et au Canada. Dans le reste du monde, c'est la compilation The Final qui a été mise en vente. | Sorti uniquement aux États-Unis et au Canada. Dans le reste du monde, c'est la compilation The Final qui a été mise en vente. | Sorti uniquement aux États-Unis et au Canada. Dans le reste du monde, c'est la compilation The Final qui a été mise en vente. | Sorti uniquement aux États-Unis et au Canada. Dans le reste du monde, c'est la compilation The Final qui a été mise en vente. | Sorti uniquement aux États-Unis et au Canada. Dans le reste du monde, c'est la compilation The Final qui a été mise en vente. | Sorti uniquement aux États-Unis et au Canada. Dans le reste du monde, c'est la compilation The Final qui a été mise en vente. | Sorti uniquement aux États-Unis et au Canada. Dans le reste du monde, c'est la compilation The Final qui a été mise en vente. | : Platine : Platine                                 | 1 700 000        |
|                                                  | Le sigle « N/D » signifie que les classements ne sont pas disponibles. |             | | | | | | | | | | | | | | |                                                     |                  |

### Compilations
| Album                                                      | Classements | Classements               | Classements               | Classements               | Classements               | Classements               | Classements               | Classements               | Classements               | Classements               | Classements               | Classements               | Classements               | Classements               | Classements               | Classements               | Certifications           | Ventes mondiales |
| Album                                                      | É-U | CAN                       | R-U                       | IRL                       | FRA                       | ESP                       | ITA                       | SUI                       | BE/W                      | BE/F                      | P-B                       | ALL                       | AUT                       | SUE                       | AUS                       | N-Z                       | Certifications           | Ventes mondiales |
| ---------------------------------------------------------- | --- | ------------------------- | ------------------------- | ------------------------- | ------------------------- | ------------------------- | ------------------------- | ------------------------- | ------------------------- | ------------------------- | ------------------------- | ------------------------- | ------------------------- | ------------------------- | ------------------------- | ------------------------- | ------------------------ | ---------------- |
| The Final - Label : Epic                                   | X | X                         | 2                         | N/D                       | 1                         | N/D                       | 2                         | 2                         | N/D                       | N/D                       | 1                         | 2                         | 3                         | 16                        | 5                         | 1                         | : Platine : Platine : Or | 4 400 000        |
| The Best of Wham!: If You Were There… - Label : Epic       | X | X                         | 4                         | N/D                       | 13                        | N/D                       | 14                        | 28                        | 6                         | 5                         | 18                        | 40                        | 23                        | -                         | 29                        | 29                        | : 2x Platine : Or        | 2 400 000        |
| Last Christmas - Label : Legacy                            | 23 | 2                         | 9                         | 26                        | 178                       | 37                        | 70                        | -                         | 82                        | 74                        | 13                        | 85                        | 60                        | -                         | 7                         | -                         | : Argent                 |                  |
| Japanese Singles Collection - Label : Epic                 | Sorti uniquement au Japon | Sorti uniquement au Japon | Sorti uniquement au Japon | Sorti uniquement au Japon | Sorti uniquement au Japon | Sorti uniquement au Japon | Sorti uniquement au Japon | Sorti uniquement au Japon | Sorti uniquement au Japon | Sorti uniquement au Japon | Sorti uniquement au Japon | Sorti uniquement au Japon | Sorti uniquement au Japon | Sorti uniquement au Japon | Sorti uniquement au Japon | Sorti uniquement au Japon |                          |                  |
| The Singles: Echoes From The Edge of Heaven - Label : Sony | 31 | 33                        | 2                         | 12                        | 52                        | 35                        | 56                        | 17                        | 4                         | 9                         | 10                        | 12                        | 35                        | -                         | 23                        | 22                        |                          |                  |
|                                                            | Le sigle « N/D » signifie que les classements ne sont pas disponibles. Le sigle « X » signifie que l'album n'est pas sorti dans ce pays. |                           |                           |                           |                           |                           |                           |                           |                           |                           |                           |                           |                           |                           |                           |                           |                          |                  |

### Albums de remixes (Japon)
- 1988 : 12" Mixes
- 1989 : The Best Remixes

## Singles
| Année | Single                        | Classements | Classements | Classements | Classements | Classements | Classements | Classements | Classements | Classements | Classements | Classements | Classements | Classements | Classements | Classements | Classements | Album                         |
| Année | Single                        | É-U | CAN         | R-U         | IRL         | FRA         | ESP         | ITA         | SUI         | BE/W        | BE/F        | P-B         | ALL         | AUT         | SUE         | AUS         | N-Z         | Album                         |
| ----- | ----------------------------- | --- | ----------- | ----------- | ----------- | ----------- | ----------- | ----------- | ----------- | ----------- | ----------- | ----------- | ----------- | ----------- | ----------- | ----------- | ----------- | ----------------------------- |
| 1982  | Wham Rap! (Enjoy What You Do) | - | -           | 8           | 13          | -           | -           | -           | -           | N/D         | 12          | 9           | 17          | -           | -           | 9           | 18          | Fantastic                     |
| 1982  | Young Guns (Go for It!)       | - | -           | 3           | 3           | -           | -           | -           | -           | N/D         | 8           | 9           | 20          | -           | 1           | 4           | 4           | Fantastic                     |
| 1983  | Bad Boys                      | 60 | -           | 2           | 3           | -           | -           | -           | 6           | N/D         | 8           | 26          | 12          | -           | 11          | 9           | 10          | Fantastic                     |
| 1983  | Club Tropicana                | X | X           | 4           | 4           | -           | -           | -           | -           | N/D         | 23          | 14          | 13          | -           | -           | 60          | 25          | Fantastic                     |
| 1983  | Club Fantastic Megamix        | X | X           | 15          | 16          | -           | -           | -           | -           | N/D         | -           | 44          | 56          | -           | -           | X           | -           |                               |
| 1984  | Wake Me Up Before You Go-Go   | 1 | 1           | 1           | 1           | 17          | 15          | 24          | 2           | N/D         | 1           | 1           | 2           | 6           | 1           | 1           | 2           | Make It Big                   |
| 1984  | Freedom                       | 3 | 10          | 1           | 1           | 16          | -           | 5           | 5           | N/D         | 2           | 3           | 14          | 23          | 9           | 3           | 8           | Make It Big                   |
| 1984  | Everything She Wants          | 1 | 1           | 2           | 1           | 21          | 9           | 1           | 6           | N/D         | 9           | 2           | 8           | 5           | 2           | 7           | 6           | Make It Big                   |
| 1984  | Last Christmas                | 4 | 3           | 1           | 1           | 2           | 9           | 1           | 2           | 2           | 2           | 2           | 1           | 1           | 1           | 2           | 2           | Music from the Edge of Heaven |
| 1985  | I'm Your Man                  | 3 | 7           | 1           | 1           | 34          | 9           | 1           | 7           | N/D         | 3           | 3           | 7           | 14          | 15          | 3           | 1           | Music from the Edge of Heaven |
| 1986  | The Edge of Heaven            | 10 | 10          | 1           | 1           | 22          | 17          | 2           | 4           | N/D         | 1           | 1           | 4           | 11          | 10          | 2           | 3           | Music from the Edge of Heaven |
| 1986  | Where Did Your Heart Go?      | 50 | -           | X           | X           | 42          | -           | -           | -           | N/D         | -           | 37          | -           | 23          | -           | 54          | -           | Music from the Edge of Heaven |
|       |                               | Le sigle « N/D » signifie que les classements ne sont pas disponibles.. Le sigle « X » signifie que le titre n'est pas sorti en single dans ce pays. |             |             |             |             |             |             |             |             |             |             |             |             |             |             |             |                               |

## Vidéos

### Compilations de clips
- 1984 : Wham! – The Video
- 1985 : Wham! – 85
- 1986 : Wham! – The Final
- 1997 : The Best of Wham!

### Documentaire
- 1986 : Wham! in China: Foreign Skies (documentaire réalisé par Lindsay Anderson pendant la tournée chinoise de Wham!)